# El Héroe

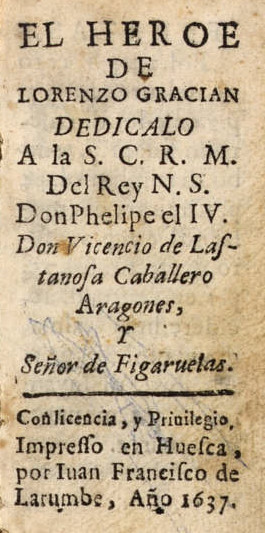
Primera edición de El héroe, Huesca, Juan Francisco de Larumbe, 1637.

El Héroe (1637), es el primero de los libros publicados por Baltasar Gracián, un tratado en el que se propone describir el ideal de hombre excepcional. 
Se trata de un tratado perteneciente al género de la prosa didáctica que señala las virtudes y cualidades morales que debe tener quien aspire a ser reconocido por sus valores entre sus semejantes. Con esta obra Gracián comienza una obra incardinada en la filosofía moral.

## Sinopsis
Esta obra entronca con el El Príncipe de Nicolás Maquiavelo por un lado, como manual de buen gobierno o de espejo para príncipes, planteando el gobierno en el terreno de la reacción de la propia persona. Pero esta «razón de estado» de uno mismo no llegará hasta el punto de olvidar la virtud, pues ha de recordarse que en la España de la Contrarreforma al príncipe maquiavélico se opuso un príncipe cristiano, como pregona el título de la obra de Diego Saavedra Fajardo, Idea de un príncipe político cristiano. Por otro lado, El Héroe conecta con El Cortesano de Baltasar de Castiglione, pero no basta con los modos cortesanos ya en esta época, es necesario un fondo de inteligencia y astucia. Tanto el título (El Héroe) como el nombre de sus capítulos (primores), no tienen el exacto sentido que le damos hoy. El juego con las acepciones etimológicas de las palabras será habitual en Baltasar Gracián, y así, héroe, remite a la cualidad máxima del varón clásico, esto es, la «virtus» latina o la «αρετη» griega, que se daban en ciudadanos relevantes de la sociedad.

## Características
[...] hijos de la capacidad, heredados por igual en la excelencia. Ingenio sublime nunca crió gusto ratero.

Hay perfecciones soles y hay perfecciones luces. Galantea el águila al sol, piérdese en él el helado gusanillo por la luz de un candil, y tómasele la altura a un caudal por la elevación del gusto.

Es algo tenerlo bueno, es mucho tenerlo relevante. Péganse los gustos con la comunicación, y es suerte topar con quien le tiene superlativo.

Tienen muchos por felicidad, de prestado será, gozar de lo que apetecen, condenando a infelices los demás, pero desquítanse estos por los mismos filos, con que es de ver la mitad del mundo [...]
El Héroe, primor 5 (wikisource).

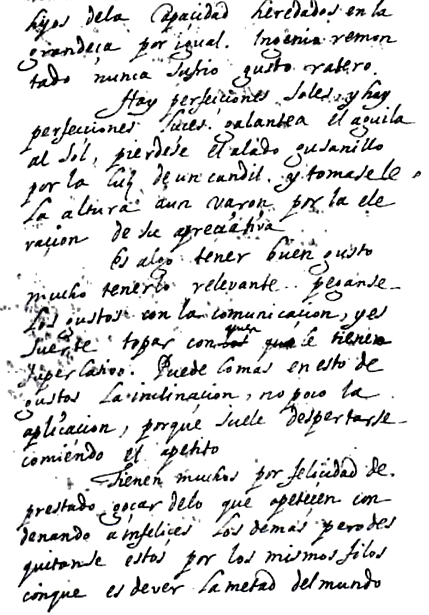
Manuscrito autógrafo de El Héroe correspondiente al primor 5, «Gusto relevante», que en su edición impresa, reza:[...] hijos de la capacidad, heredados por igual en la excelencia. Ingenio sublime nunca crió gusto ratero.
Hay perfecciones soles y hay perfecciones luces. Galantea el águila al sol, piérdese en él el helado gusanillo por la luz de un candil, y tómasele la altura a un caudal por la elevación del gusto.
Es algo tenerlo bueno, es mucho tenerlo relevante. Péganse los gustos con la comunicación, y es suerte topar con quien le tiene superlativo.
Tienen muchos por felicidad, de prestado será, gozar de lo que apetecen, condenando a infelices los demás, pero desquítanse estos por los mismos filos, con que es de ver la mitad del mundo [...].

Escrito a los 36 años de edad, el estilo de su primera producción literaria refleja ya una gran madurez. En él se da ya la frase sentenciosa y concisa que caracteriza la escritura graciana.
La obra fue publicada con el nombre de su hermano Lorenzo Gracián. Recientemente la Biblioteca Nacional adquirió un ejemplar de la edición príncipe de esta obra impresa en Huesca, por Juan Antonio de Larumbe en 1637, por lo que las ediciones antes de ese hallazgo recurrieron casi siempre a tomar como base la segunda, aparecida en 1639. Se conserva también un manuscrito autógrafo en la Biblioteca Nacional de Madrid, que precede a la primera edición. Este difiere en bastantes lugares de las versiones impresas conservadas, y de su cotejo, donde se aprecian constantes correcciones, se deduce que pulía la obra con sumo detenimiento. Gracián dedicó el autógrafo y la edición de Huesca de 1637 al rey Felipe IV, en cambio la edición madrileña de 1639 va dedicada a Lastanosa. El cambio de la dedicatoria determina un nuevo propósito para Baltasar Gracián, pues lo que iba a ser un texto perteneciente al género llamado “Espejos de príncipes”, por estar dedicado al soberano, acabó teniendo un destinatario más general. Este destino se muestra en la advertencia al lector que antecede a la edición de 1639:

¡Qué singular te deseo! Emprendo formar con un libro enano un varón gigante, y, con breves períodos, inmortales hechos. Sacar un varón máximo, esto es, milagro en perfección y, ya que no por naturaleza rey, por sus prendas es ventaja.
El Héroe, primor II.

El título de El Héroe es ya indicativo del tipo de persona que presenta como modelo y ejemplo Gracián: un hombre fuera de lo común, que posee las cualidades más sublimes. El libro entronca con la tradición de El cortesano, de Baltasar de Castiglione, aunque Gracián, jesuita y filósofo moral, destaca las cualidades interiores sobre la gala y el comportamiento en sociedad, que son mucho más importantes en el tratado de cortesanía del humanista italiano.
Los veinte capítulos en los que se divide la obra reciben el título de primores. Estos se podrían entender como capacidades del hombre en grado de excelencia. Además se juega con el sentido etimológico de “primus” (primero). Las cualidades de este hombre relevante son las más altas, primeras entre todos sus semejantes.
A esa estructura externa, basada en el número cinco, que constituía un recurso mnemotécnico muy utilizado por los jesuitas (pues este número es el de los dedos de la mano), podríamos añadir otra estructura interna, la de la construcción de una biografía política, tal y como lo había hecho su admirado Justo Lipsio en el Panegírico de Trajano, extraído de la obra de Plinio el Joven. Como quiera que fuere, la crítica coincide en la deuda de Gracián con el texto plineano.
El contenido de los primores gracianianos muestra una estructura común: una primera parte de carácter teórico es seguida de una batería de ejemplos históricos. Las cualidades o primores más importantes de este hombre de excepcional valía serían, saber soportar los cambios de la fortuna, así como aprovecharse de ella cuando la ocasión viene favorable, el arte de conocerse a sí mismo y a los demás, la capacidad para aparecer ante los demás como persona de gran carisma y, sobre todo, las relacionadas con el alcance de la virtud (primor XX).
En los primeros capítulos de El Héroe, las prendas o capacidades tienen que ver con cualidades innatas, como la inteligencia o la perseverancia; en los siguientes aparecen las adquirida: tener educado el gusto o saber manejar la suerte, conocer el interior de las personas y sus intenciones, adquirir saber y tener una experimentada experiencia. Así lo probaría el siguiente texto del final del tercer primor: “Hasta aquí, favores de la naturaleza; desde aquí, realces del arte” (El Héroe, II.). Describe los dos tipos de cualidades en el primor VI:

De las prendas, unas da el Cielo, otras libra a la industria; una ni dos no bastan a realzar un sujeto. Cuanto destituyó el cielo de las naturales, supla la diligencia en las adquisitas. Aquellas son hijas del favor; estas, de la loable industria, y no suelen ser las menos nobles.
El Héroe, VI.

## Fortuna editorial

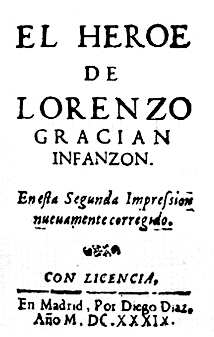
El Héroe (Madrid, 1639).

Tras la edición príncipe de 1637 de Huesca, hubo una edición posterior de Madrid, de 1639, de la que al parecer hubo una réplica contrahecha. Se conserva, además, un autógrafo de mano del propio Baltasar Gracián, que ayuda en la corrección de algunas lecciones dudosas.
También en los preliminares de El Discreto nos indica, en su dedicatoria «Al príncipe Baltasar Carlos», que El Héroe estuvo en la Biblioteca Real de Felipe IV:  

Émulo es de El Héroe, más que hermano, en el intento y en la dicha; que si aquel se admiró en la mayor esfera del selecto Museo Real, este aspira al sumo grado del juicioso agrado de Vuestra Alteza.
El Discreto, «Preliminares» (ed. crítica de wikisource)

A partir del XVII fue editado con otras obras (habitualmente el Oráculo manual y arte de prudencia o El Discreto) o formando parte de sus Obras Completas. No sería hasta el siglo XX en que volvería a editarse suelto en la edición de Adolphe Coster de 1911, a partir de la cual el interés por esta obrita ha ido en aumento.
El Héroe fue traducido pronto al francés, en 1645, lo que se ve reflejado en los prolegómenos de El Discreto. Otras tres traducciones al francés, dos al inglés (la más temprana de 1652) y una al portugués muestran un mediano éxito editorial ya en el siglo XVII.

### Manuscritos y ediciones

#### Manuscrito
- Manuscrito de El Héroe autógrafo de Baltasar Gracián (Biblioteca Nacional de Madrid. Ms. 6643.).

El autógrafo del héroe y las ediciones más antiguas conocidas están reproducidas en edición facsímil en:
- Aurora Egido (ed.), Zaragoza, Institución «Fernando el Católico»-Gobierno de Aragón, 2016. Edición facsímil de la edición de Huesca, Juan de Larumbe, 1637. 182 p., 6x11 cm. ISBN 978-84-9911-391-3
- Aurora Egido (ed.), «El Héroe» de Baltasar Gracián. Edición facsímil del autógrafo y de la impresión de Madrid, [Diego Díaz], 1639, editada por Adolphe Coster. Zaragoza, Institución Fernando el Católico, 2001. ISBN 84-7820-629-9

#### Ediciones sueltas del siglo XVII
- Huesca, Juan Francisco de Larumbe, 1637. (Biblioteca Nacional de España) (ejemplar R/41684)
- Madrid, Diego Díaz, 1639. (Biblioteca Nacional de Madrid, ejemplar R-13.655)

Reproducida en: Gracián, Baltasar El héroe [facsímil de: Madrid, Diego Díaz, 1639], Zaragoza, Institución Fernando el Católico, 2001. ISBN 84-7820-600-0
- Ámsterdam, Juan Blaeu, 1659.

#### Ediciones modernas
- El Héroe, Adolphe Coster (ed.), Chartres, libraire Lester, 1911.
- El Héroe, Luis Esteso (ed.), Madrid, editorial América, 1918.
- El Héroe, Antonio Bernat Vistarini (ed.), Palma de Mallorca, José J. de Olañeta ediciones, 2001. ISBN 84-7651-967-2
- El Héroe. Oráculo manual y arte de prudencia, Antonio Bernat Vistarini y Abraham Madroñal Durán (eds.), Madrid, Castalia, 2003. ISBN 84-9740-081-X
- Obras completas, ed. Emilio Blanco, Madrid, Turner-Biblioteca Castro, 1993, 2 vols. ISBN 8489794596
- Obras completas, ed. Luis Sánchez Laílla, introducción de Aurora Egido, Madrid, Espasa-Calpe, 2001. ISBN 8423978931
- El Héroe (edición facsímil de la de Juan Francisco de Larumbe, Huesca, 1637), prólogo de Aurora Egido, Zaragoza, Institución Fernando el Católico y Gobierno de Aragón, 2016. ISBN 978-84-9911-391-3